# Susan Kronborg
Susan Kronborg (født 5. juli 1968 i Seoul, Sydkorea) er tidligere folketingsmedlem for Radikale Venstre i Østjyllands Storkreds. Hun kom i Folketinget efter Morten Østergaard nedlagde sit mandat i 2021. Kronborg havde indtil da siddet som midlertidig stedfortræder i Folketinget for den tidligere radikale politiske leder i forbindelse med Østergaards orlov grundet #MeToo-sagen. Efter Radikales vælgerlussing ved Folketingsvalget i 2022 opnåede Susan Kronborg ikke genvalg.
Hun meldte sig i juni 2024 ind i Moderaterne.